# Liderança

Napoleão Bonaparte, imperador dos franceses.

Liderança é considerada a habilidade de motivar, influenciar, inspirar e comandar um grupo de pessoas a fim de atingir objetivos.
A natureza e o exercício da liderança têm sido foco de pesquisas do homem ao longo da sua história. Bernard Bass argumenta que, "desde sua infância, o estudo da história tem sido o estudo dos líderes, o quê e porquê eles fizeram o que fizeram". A busca do ideal do líder também está presente no campo da filosofia. Platão, por exemplo, argumentava, em A República, que o regente precisava ser educado com a razão, descrevendo o seu ideal de "rei filósofo". Outros exemplos de filósofos que abordaram o tema foram Confúcio, Lao-Tsé e Sun-Tzu, com seu "rei sábio".
A condução de um grupo de pessoas, transformando-o numa equipe que gera resultados, é chamada de liderança. É a habilidade de motivar e influenciar os liderados, de forma ética e positiva, para que contribuam voluntariamente e com entusiasmo para alcançarem os objetivos da equipe e da organização.
Assim, o líder diferencia-se do chefe, que é aquela pessoa encarregada por uma tarefa ou atividade de uma organização e que, para tal, comanda um grupo de pessoas, tendo autoridade de mandar e exigir obediência. Para os gestores atuais, são necessárias não só as competências do chefe, mas principalmente, as do líder.
Acadêmicos argumentam que a liderança como tema de pesquisa científica, surgiu apenas depois da década de 1930, fora do campo da filosofia e da história. Com o passar do tempo, a pesquisa e a literatura sobre liderança evoluíram de teorias que descreviam traços e características pessoais dos líderes eficazes, passando por uma abordagem funcional básica, que esboçava o que líderes eficazes deveriam fazer, e chegando a uma abordagem situacional ou contingencial, que propõe um estilo mais flexível, adaptativo para a liderança eficaz.
Nos últimos anos, boa parte dessas pesquisas e obras têm sido criticadas por ser de escopo muito restrito, mais preocupada com a explicação dos comportamentos de líderes face a face com seus colaboradores, em vez de examinar os líderes no contexto maior de suas organizações, prestando pouca atenção ao papel da liderança organizacional em termos do tratamento da mudança ambiental. É o processo de maior importância ao qual se deve fazer ênfase.

## Teorias
O comportamento dos trabalhadores está condicionado a normas e padrões sociais. As pessoas passam a ser avaliadas pelo grupo em confronto com essas normas de padrões de comportamentos.
Autores humanistas se concentravam nos aspectos informais da organização (grupos informais, comportamento social dos empregados, crenças, atitudes e expectativas, motivação, etc.).
De acordo com Chiavenato (1979, p.139) "surgiu, daí, o conceito de homem social, onde as pessoas são motivadas principalmente pela necessidade de reconhecimento, de aprovação social e de participação nas atividades dos grupos sociais onde convivem".
Chiavenato (1979, p.149) afirma que, "com o advento da Teoria das Relações Humanas uma nova linguagem passa a dominar o repertório administrativo: fala-se agora em motivação, liderança, comunicação, organização informal, dinâmica de grupos, etc.".
Segundo Chiavenato (2000, p.88), a Teoria das Relações Humanas constatou a influência da liderança sobre o comportamento das pessoas.
As Teorias sobre Liderança, segundo Chiavenato (2000, p.89), podem ser classificadas em três grupos:
- Traços da personalidade. Segundo esta teoria, o líder possui características marcantes de personalidade que o qualificam para uma função.
- Estilos de liderança. Esta teoria aponta quatro estilos de liderança: autocrática, participativa, democrática e liberal.
- Liderança situacional (teoria Contingencial). Nesta teoria, o líder pode assumir diferentes padrões de liderança de acordo com a situação.

Chiavenato salienta ainda que "um traço é uma qualidade ou característica distintiva da personalidade. Segundo esta teoria, o líder é aquele que possui alguns traços específicos de personalidade que o distingue das demais pessoas".

Alguns traços da personalidade que distingue os líderes, segundo Chiavenato (2000, p.90):
"Traços físicos: energia, aparência pessoal, estatura e peso;
Traços intelectuais: adaptabilidade, agressividade, entusiasmo e autoconfiança;
Traços sociais: cooperação, habilidades interpessoais e administrativas;

Traços relacionados com a tarefa: impulso de realização, persistência e iniciativa."
Para Maximiano (2000, p.337):
"Os líderes têm determinados traços de personalidade. No entanto, as pessoas que possuem os mesmos traços não são nem se tornam, necessariamente, líderes. Além disso, até hoje não se conseguiu identificar um conjunto de traços de personalidade comum a todos os líderes."
Viu-se, então, que a liderança não é privativa para alguns privilegiados; ela pode, sim, ser aprendida e aperfeiçoada. Não existe fórmula para se tornar líder. Existe sim, a possibilidade de a pessoa desenvolver características imprescindíveis ao líder por meio de treinamentos, cursos e suas próprias experiências.

A teoria sobre estilos de liderança, na concepção de Chiavenato (2000, p.91-92), estuda os possíveis estilos de comportamentos do líder em relação a seus subordinados. E segundo essa teoria existem três estilos de liderança:
"Liderança Autocrática: o líder centraliza as decisões e impõe suas ordens ao grupo. Esse estilo geralmente provoca no grupo forte tensão, frustração e agressividade, de um lado, e de outro, nenhuma espontaneidade, nem iniciativa, nem formação de grupos de amizades;
Liderança Liberal: o líder delega totalmente as decisões ao grupo e deixa-o totalmente à vontade e sem controle algum. Isso, geralmente, provoca forte individualismo agressivo e pouco respeito ao líder;

Liderança Democrática: o líder conduz e orienta o grupo e incentiva a participação democrática das pessoas. Líderes e subordinados, geralmente, desenvolvem comunicações espontâneas, francas e cordiais. O trabalho desenvolve-se num ritmo suave e seguro, sem alterações, mesmo quando o líder não está presente."
Para Maximiano (2000, p.347):
"A eficácia do estilo de liderança depende de seu efeito sobre o desempenho da tarefa e a satisfação do influenciado, seja ele indivíduo ou grupo. Se o influenciado mostra-se satisfeito e, ao mesmo tempo, apresentar desempenho satisfatório, então o estilo é eficaz."
Assim, dependendo do estilo de liderança adotado pela empresa, haverá pessoas mais comprometidas ou não com os objetivos organizacionais, além de haver um clima mais propício à produtividade, à interação, etc. Além disso, dependendo do perfil do funcionário, se mais eficiente ou responsável, por exemplo, o líder poderá variar o estilo de liderança adotado, adequando-o ao colaborador ou às circunstâncias.

Ainda falando-se em estilo de liderança, para Franco (2008, p.59) o líder pode ser:
"Centrado na produção ou tarefa: o líder estabelece o seu processo de liderança a partir da centralização e da rigidez, bem como do acompanhamento pessoal das tarefas sendo executadas;

Centrado nas pessoas: recebe mais consideração dos indivíduos, pois exerce sua liderança por meio do incentivo à participação de todos no processo de trabalho e nas metas a serem alcançadas; isso ajuda a garantir o alto desempenho, gerando um clima de maior confiança e respeito entre líderes e subordinados."
Para Franco (2008, p.61-62) três tipos de líderes são requisitados pelas empresas do século XXI:
"Líder Transformacional: ele consegue extrair das pessoas mais motivação e desempenho do que se espera delas. E mais, esse líder transforma as pessoas em ativos valiosos para as organizações;
Líder Carismático: ele tem, além do poder se persuadir, o poder de transformar a vida das pessoas, no ambiente de trabalho mais interessante e cheio de entusiasmo;

Líder Formador: sua satisfação está exatamente em cultivar pessoas para o sucesso e tem como fonte de inspiração sua própria capacidade de desenvolver pessoas e transforma-las em futuros líderes ou pelo menos proporcionar-lhes o caminho para tal."
Como se vê, algumas teorias afirmam que líderes já nascem prontos, pois possuem características que os diferem das demais pessoas. Outras, por outro lado, afirmam que é possível desenvolver a liderança e adequá-la às situações e às pessoas, por meio de estilos diferentes. Mas, embora perceba-se quão importante é conhecer as origens desses estudos, eles de nada valem se o líder não souber como motivar seus colaboradores para alcançar os objetivos organizacionais.

## Teorias da motivação
Para compreensão do termo "motivação" serão apresentados, a seguir, alguns conceitos.
Segundo Maximiano (2000, p.297) "motivação abrange as causas ou motivos que produzem determinado comportamento, seja ela qual for". Para este autor "pessoa motivada usualmente significa alguém que demonstra alto grau de disposição para realizar uma tarefa ou atividade de qualquer natureza".
Milioni (2006, p.116), por sua vez, define motivação como "o estado de ânimo expresso em atitudes e comportamentos de um indivíduo ou grupo".
Assim, em síntese, a motivação pode ser considerada uma força, um estado de ânimo ou uma tensão que impulsiona a pessoa, por meio de certos comportamentos, em busca da satisfação de necessidades. Em outras palavras, motivação é ter "motivos para ação".
Mas o que são necessidades? De acordo com Norman Munn (1959 apud CHIAVENATO, 1979, p.152), "necessidades ou motivos são forças conscientes ou inconscientes que levam o indivíduo a um determinado comportamento". Já para Milioni (2006, p.118) necessidades são desejos, expectativas, vontades e demandas da pessoa.
Chiavenato (1979, p.153) afirma ainda que "satisfeita uma necessidade, surge outra em seu lugar e, assim por diante, contínua e infinitamente. As necessidades motivam o comportamento humano, dando-lhe direção e conteúdo".

Além disso, para Chiavenato (1979, p.155) toda necessidade humana pode ser satisfeita, frustrada ou transferida. Assim "toda vez que alguma satisfação é bloqueada por alguma barreira ocorre a frustração". O autor completa:
"Quando o indivíduo tenta satisfazer alguma necessidade impossível de ser satisfeita, por meio da satisfação de outra necessidade complementar ou substitutiva, ocorre, então, a compensação ou transferência. Assim, a satisfação de outra necessidade aplaca a necessidade mais importante e reduz ou evita a frustração."
De acordo com Chiavenato (1979, p.156), a frustração pode levar a pessoa às seguintes reações:
"Desorganização do comportamento;
Agressividade, física, verbal ou simbólica;
Reações emocionais como ansiedade, aflição, intenso nervosismo, insônia, distúrbios circulatórios e digestivos;

Alienação, apatia ou desinteresse pelo alcance dos objetivos frustrados como forma ou mecanismo inconsciente de defesa do ego."
Percebe-se, assim, que uma necessidade não satisfeita é motivadora para o indivíduo, pois provoca uma tensão que o impulsionará em busca da satisfação que levará o organismo, novamente, ao estado de equilíbrio inicial. Todavia, se o funcionário não tem suas necessidades satisfeitas (remuneração adequada ao cargo, respeito dos pares e superiores, por exemplo), ele não se esforça para atingir as metas da empresa, perdendo, assim, a motivação para suas atividades, tornando-se um sofrimento para ele cada dia de trabalho naquela empresa.

#### 1.1 Teoria das necessidades de Maslow
Quando se fala em motivação, a teoria mais conhecida e difundida pelos teóricos é a Teoria das Necessidades de Maslow.
Segundo Nascimento (2008, p.51) Abraham Maslow afirmava a existência de cinco necessidades que ocorrem em etapa crescente, que são: fisiológicas; de segurança; sociais; de autoestima; e de autorrealização.
Nascimento (2008, p.52) ainda completa que entre as necessidades fisiológicas estão: a fome, a sede, o sexo. Já as necessidades de segurança incluem proteção contra danos físicos e estabilidade. As necessidades sociais incluem, por sua vez, necessidade de interação social, afeição, companheirismo, amizade. Necessidade de autoestima inclui amor-próprio, autonomia, status, reconhecimento, consideração. E por fim, necessidade de autorrealização inclui crescimento, auto-satisfação, realização do potencial pessoal, etc.

Para Nascimento (2008, p.52) nenhuma necessidade será plenamente satisfeita:
"Uma necessidade substancialmente realizada não mais mobiliza as pessoas. Assim, se desejarmos sensibilizar alguém, precisamos entender em qual nível da hierarquia essa pessoa se encontra no momento e concentrar nossa atenção na satisfação das necessidades daquele nível ou do nível superior."
Conclui-se, assim, de acordo com esta teoria que, satisfeito um nível de necessidade, outro é ativado. Isso explicaria o motivo da insatisfação do homem, que nunca está satisfeito com o que tem.

#### 1.2 Teoria motivacional dos dois fatores: Frederick Herzberg
A partir do estudo da Hierarquia das Necessidades de Maslow, Frederick Herzberg propôs um novo padrão de respostas à questão da motivação, introduzindo a Teoria dos Dois fatores. De acordo com Nascimento (2008, p.56-57) Herzberg desenvolveu a Teoria dos Dois Fatores que orientam o comportamento, distribuindo-os assim:
"Fatores higiênicos ou extrínsecos: relacionados com as necessidades básicas do indivíduo no ambiente de trabalho, como por exemplo, adequadas condições de trabalho, remuneração adequada à função, etc. Estes fatores não promovem motivação. Fatores motivacionais ou intrínsecos: estão ligados aos aspectos psicológicos de reconhecimento, autoestima, autorrealização, entre outros."
Já Franco (2008, p.72-73), define os dois fatores da seguinte forma:
"Fatores motivacionais ou satisfacientes: realização, reconhecimento, responsabilidade, promoção, enriquecimento do cargo, etc. Fatores higiênicos ou insatisfacientes: condições de trabalho, conforto, relações com colegas e superiores, salários, segurança no cargo, etc."
Por esta teoria, percebe-se que não basta à empresa criar condições adequadas de trabalho, se o funcionário não se sentir realizado, responsável, reconhecido. Assim, é importante que a liderança, além de criar condições laborais adequadas, também forneça a seus colaboradores atividades desafiadoras e estimulantes, de acordo com a capacidade de cada um.

#### 1.3 Fatores motivacionais segundo McClelland
Outra teoria sobre motivação foi proposta por David McClelland. De acordo com Franco (2008, p.74) foram propostos, por McClelland, três novos conceitos que regulariam a motivação das pessoas:
"Necessidades de realização: relacionada ao desejo de alguém em conseguir algo mais distante ou difícil por méritos próprios, o que lhe traria uma sensação maior de realização.
Necessidade de poder: relacionada, principalmente, ao controle das pessoas e objetos, o que dá à pessoa no poder uma sensação de realização muito grande.

Necessidade de afiliação: relacionamento com os outros e o estabelecimento da diplomacia nas relações é característica da pessoa motivada por essa necessidade."
Já para Nascimento (2008, p.57) esta teoria propõe que "cada pessoa, em momentos diferentes da vida, será influenciada por um dos três fatores, e que a força destes exercerá uma influência no seu comportamento, com influência do contexto e da situação em que a pessoa estiver inserida".

#### 1.4 Teoria ERG
A teoria ERG - Existência, Relacionamento e Crescimento (em inglês: Existence, Relatedness and Growth), é uma teoria motivacional contemporânea criada por Clayton Paul Alderfer com o objetivo de revisar a teoria de Maslow, diminuindo a hierarquia das necessidades, sintetizando as necessidade de auto-realização e estima em Crescimento (Growth), a necessidade social em Relacionamento (Relatedness) e as necessidade fisiológica e de segurança como Existência (Existence).

Na definição de Alderfer & Schneider (1973, pg. 490), as três necessidades são definidas como: 
"As Necessidades de Existência incluem todas as necessidades psicológicas e materiais, por exemplo, fome e sede assim como outras necessidades materiais como o pagamento de salário relacionado ao trabalho e a segurança física. As Necessidades de Existência são caracterizadas primeiramente pelo objetivo de obter bens materiais que garantam a subsistência e secundariamente por uma satisfação pessoal ligada a competição por recursos limitados, sendo que a satisfação vem das frustrações de outras pessoas em conseguir estes recursos. 
As Necessidades de Relacionamento dizem respeito ao desejo que as pessoas têm de ter relacionamentos com outras pessoas e que estes relacionamentos se caracterizam por um compartilhamento mútuo de idéias e sentimentos. A necessidade básica de relacionamento é diferente da necessidade de existência porque ela não pode ser satisfeita sem mutualidade. Para todas as partes envolvidas em um relacionamento, sua satisfação (e frustração) tende a ser correlacionadas. 

As Necessidades de Crescimento incluem o desejo de uma pessoa de ter uma influência criativa e produtiva sobre si mesmo e sobre o ambiente em que vive. A satisfação da necessidade de crescimento ocorre quando uma pessoa engaja em problemas para os quais necessita utilizar plenamente suas capacidades e desenvolver novas capacidades. "O senso psicológico que uma pessoa tem para preencher suas necessidades de crescimento é de uma maior totalidade ou inteireza como ser humano."
Além disso, assim como a pirâmide de Maslow, as três necessidades definidas por Alderfer, elas possuem uma relação sequências, em que as necessidades de crescimento englobam as necessidades de relacionamento e de existência, porém para Alderfer, diferentemente do que é defendido por Maslow, essas necessidades podem ser satisfeitas ao mesmo tempo.

#### 1.5 Teoria da fixação de objetivos
Teoria criada em 1981 pelos professores Gary Latham e Edwin Locke, afirma que os indivíduos direcionam esforços para atingir seus objetivos, portanto, o estabelecimento de metas aumenta o grau de motivação destes, aumentando assim seu nivel de produtividade (CAVALCANTI, 2005). 
As metas devem então ser realistas e aceitas pelo indivíduo para que tenha envolvimento, e sempre que possível, é importante que elas sejam quantitativas. 
Para Edwin Locke (apud ROBBINS, 2004) a intenção de lutar por um objetivo é a maior fonte de motivação no trabalho e para Locke e Latham (1990) aproximadamente 400 estudos (a maioria experimental) demonstram que metas específicas, e difíceis levam para uma melhor performance do que metas específicas, fáceis, vagas (como "faça o seu melhor") ou a própria ausência de metas, confirmando positivamente a importância dos objetivos.

#### 1.6 Teoria da avaliação cognitiva
Teoria da avaliação cognitiva explica como eventos externos, como as recompensas e o feedback, algumas vezes apoiam, mas outras atrapalham, a motivação intrínseca das pessoas.
No final da década de 60, um pesquisador defendeu que a introdução de recompensas externas, tais como a remuneração pelo esforço, para um trabalho que já havia sido gratificado intrinsecamente pelo prazer do trabalho em si, de maneira geral tende a diminuir a motivação, foi assim que veio a ser conhecida a avaliação cognitiva.
Segundo Robbins a teoria da avaliação cognitiva é: "Disponibilizar recompensas externas a comportamentos que já foram recompensados intrinsecamente tende a diminuir o nível geral de motivação do indivíduo".

#### 1.7 Teoria X e Y de MC Gregor
Afirma que há duas maneiras diferentes e antagônicas de encarar a natureza humana, a antiga e negativa baseada na desconfiança das pessoas e a outra moderna e positiva baseada na confiança das pessoas, e podem ser consideradas teorias oposicionistas, pois de um lado está a confiança e do outro a desconfiança. 
Para McGregor (1999), em sua teoria X, sugere que as metas dos trabalhadores e da organização vivem em conflito e que aqueles são antes de tudo motivados por recompensas extrínsecas e pelo temor da punição. Inicialmente esta teoria sugere uma estratégia gerencial "dura". 
McGregor (1999) sugere baseado em sua teoria Y que o homem é motivado de para obter domínio sobre seu mundo e experimentar sentimentos de autorrespeito, autorrealização, além de sua busca por gratificações externas.

#### 1.8 Teoria do esforço
Esta teoria é considerada mais simples, e afirma que o reforço (repetição) condiciona o comportamento sendo que este é determinado por experiências negativas ou positivas, devendo o gerente ou líder estimular comportamentos desejáveis e desencorajar comportamentos indesejáveis. 
Além disso, a presente teoria busca entender como as consequências dos comportamentos anteriores influenciam nas ações futuras, bem como a relação entre o comportamento e suas consequências seguindo uma ideia de aprendizagem clínica. 

#### 1.9 Teoria do planejamento do trabalho
A Teoria do Planejamento do Trabalho, ou Modelo das Características do Trabalho, é um modelo proposto pelos psicólogos organizacionais J. Richard Hackman e Greg Oldham e baseia-se no princípio de que todo trabalho pode ser descrito por cinco características essenciais. Se todas as cinco etapas forem respeitadas, os resultados das tarefas serão muito mais assertivos e satisfatórios.
- Significância da tarefa: Todas as tarefas executadas devem ter um significado. O colaborador que vai executar deve entender qual a relevância daquela tarefa para si e para a organização como um todo e o quanto sua execução vai impactar positivamente ou negativamente os resultados finais.
- Variedade de competências: Todas as tarefas exigem uma variedade de competências e habilidades distintas para que sejam finalizadas de forma satisfatória.
- Identidade da tarefa: Os executores de uma tarefa devem compreender que seu trabalho permite a realização de algo identificável, ou seja, a tarefa tem começo, meio e fim e é possível alcançar um resultado tangível.
- Autonomia e responsabilidade: O colaborador que vai realizar a tarefa deve ter autonomia para tomar decisões e definir os prazos e métodos utilizados para a execução da mesma. Isso é importante para manter o colaborador motivado, confiante e com senso de responsabilidade pela obtenção dos resultados.
- Feedback: Ao finalizar uma tarefa, o colaborador deve receber informações sobre seus resultados para compreender seu desempenho e, assim, fazer os ajustes necessários na sua conduta para que os próximos resultados sejam mais assertivos. O feedback pode ser interno (uma autoavaliação do trabalhador) ou externo (dado pelos superiores ou colegas de equipe).[6]

#### 1.10 Teoria da equidade
A teoria da equidade afirma que as pessoas são motivadas pelo alcance de uma condição de igualdade e de justiça, em relação ao outro e à organização, ou seja, se o indivíduo estiver em uma situação de desigualdade e injustiça, isso afeta negativamente sua motivação. Nessa teoria, portanto, se baseia na busca da equidade (BERGAMINI, 1997). 
Robbins (2002) afirma que, de acordo com a teoria da equidade, quando o indivíduo percebe uma injustiça, ele faz alguma as escolhas: 
1. "Modificar suas entradas (fazer menos esforço) 2. Modificar seus resultados (por exemplo, funcionários que recebem por peça produzida podem aumentar seus rendimentos produzindo mais peças com menos qualidade) 3. Distorcer sua autoimagem (por exemplo: "eu achava que trabalhava em um ritmo moderado, mas agora percebo que trabalho muito mais do que os outros") 4. Distorcer a imagem dos outros (por exemplo: "o trabalho de Mike não é tão interessante quanto pensei que fosse"). 5. Buscar outro ponto de referência (por exemplo: "posso não estar ganhando tão bem quanto meu cunhado, mas certamente mais do que meu pai ganhava quando tinha minha idade.") 6. Abandonar o terreno (por exemplo, deixar o cargo)" 

#### 1.11 Teoria da expectativa
Pode ser considerada a teoria mais completa dentre as teorias motivacionais de processo, nesta teoria a motivação é um produto das expectativas das pessoas em relação as suas habilidades de atingir os resultados e o valor que elas dão as recompensas. Vroom defende que a força da motivação é determinada pelo valor do alcance da meta e a possibilidade de alcançá-la. Tem-se ainda fatores que determinam a motivação em cada indivíduo para produzir, sendo eles a força de vontade para atingir metas ou objetivos pessoais, a percepção que o indivíduo tem sobre a relação entre produtividade e o alcance dos seus objetivos, e por fim, a medida que o indivíduo percebe a capacidade que tem de poder influenciar seu próprio nível de produtividade.
Assim, pelas teorias apresentadas, percebe-se que o homem é motivado por fatores diversos. Uns se motivam por fatores externos, como o ambiente de trabalho, status, remuneração. Já outros buscam reconhecimento, responsabilidade e desafios. Pode-se dizer, então, que num ponto todos os teóricos concordam: a motivação é interna. Assim, o papel do líder é criar as condições necessárias para que seus liderados se realizem pessoal e profissionalmente, pois dessa forma os objetivos organizacionais, também, serão alcançados.
Para Lacombe, os líderes influenciam as pessoas graças ao seu poder, que pode ser o poder legítimo, obtido com o exercício de um cargo, poder de referência, em função das qualidades e do carisma do líder e poder do saber, exercido graças a conhecimentos que o líder detém.

## Estilo
Um estilo de liderança é o estilo de um líder de fornecer direção, implementar planos e motivar pessoas. É o resultado da filosofia, personalidade e experiência do líder. Especialistas em retórica também desenvolveram modelos para entender a liderança (Robert Hariman, Political Style, Philippe-Joseph Salazar, L'Hyperpolitique. Technologies politiques De La Domination).
Diferentes situações exigem diferentes estilos de liderança. Em uma emergência, quando há pouco tempo para chegar a um acordo e onde uma autoridade designada tem significativamente mais experiência ou conhecimento do que o restante da equipe, um estilo de liderança autocrático pode ser mais eficaz; no entanto, em uma equipe altamente motivada e alinhada com um nível homogêneo de especialização, um estilo mais democrático ou laissez-faire pode ser mais eficaz. O estilo adotado deve ser aquele que mais eficazmente atinge os objetivos do grupo, equilibrando os interesses de seus membros individuais. Um campo em que o estilo de liderança ganhou forte atenção é o da ciência militar, que recentemente expressou uma visão holística e integrada da liderança, incluindo como a presença física de um líder determina como os outros o percebem. Os fatores da presença física são o porte militar, a aptidão física, a confiança e a resiliência. A capacidade intelectual do líder ajuda a conceituar soluções e adquirir conhecimento para fazer o trabalho. As habilidades conceituais de um líder aplicam agilidade, julgamento, inovação, tato interpessoal e conhecimento de domínio. O conhecimento de domínio para os líderes abrange o conhecimento tático e técnico, bem como a consciência cultural e geopolítica.
- Liderança autocrática: na liderança autocrática o líder é focado nas tarefas. O líder toma decisões individuais, desconsiderando a opinião dos subordinados. O líder determina as providências e as técnicas para a execução das tarefas, de modo imprevisível para o grupo. Além da tarefa que cada um deve executar, o líder determina ainda qual o seu companheiro de trabalho. O líder é dominador e pessoal nos elogios e nas críticas ao trabalho de cada membro.
- Liderança democrática: também chamada de liderança participativa ou consultiva, este tipo de liderança é voltado para as pessoas e há participação dos liderados no processo de decisão. Neste estilo, as diretrizes são debatidas e decididas pelo grupo, estimulado e assistido pelo líder. O próprio grupo esboça as providências para atingir o alvo solicitando aconselhamento técnico ao líder quando necessário, passando este a sugerir duas ou mais alternativas para o grupo escolher. As tarefas ganham novas perspectivas com o debate. A divisão das tarefas fica ao critério do próprio grupo e cada membro pode escolher os seus próprios companheiros de trabalho. O líder procura ser um membro normal do grupo. Ele é objetivo e limita-se aos fatos nas suas críticas e elogios.
- Liderança liberal: é a contração da expressão em língua francesa laissez-faire, laissez-aller, laissez-passer, que significa "deixai fazer, deixai ir, deixai passar", respectivamente. Neste tipo de liderança, as pessoas têm maior liberdade na execução dos seus projetos.
- Liderança Participativa: o gestor envolve os subordinados na tomada de decisão, mas retém a decisão final.
- Liderança paternalista: o paternalismo é uma atrofia da liderança, onde o líder e sua equipe tem relações interpessoais similares às de pai e filho. A Liderança paternalista pode ser confortável para os liderados e evitar conflitos, mas não é o modelo adequado num relacionamento profissional, pois numa relação paternal, o mais importante para o pai é o filho, incondicionalmente. Já em uma relação profissional, o equilíbrio deve preponderar e os resultados a serem alcançados pela equipe são mais importantes do que um indivíduo.
- objetivos individuais dos liderados. Na Liderança por Ideal, a cultura organizacional se sustenta na filosofia e nos modelos mentais do líder, que gera um ambiente de participação e integração dentro do grupo. O líder por ideal vai além de suas fronteiras organizacionais e cria um elo entre os colaboradores, os clientes, a cadeia de suprimentos e o próprio líder. Muitos exemplos deste estilo podem ser dados, tais como: Steve Jobs, Eiji Toyoda, Walt Disney e Sílvio Santos. A Liderança por Ideal é um estilo identificado pelos professores brasileiros Evandro Prestes Guerreiro e Roberto Araújo da Silva, tendo como base de método o Sistema LIDI (Sistema que caracteriza e explica o conceito de líder por ideal).

Há também outros estilos associados à relação causal entre cada estilo e os efeitos sobre o clima de trabalho e o desempenho:
- Estilo visionário: canaliza as pessoas para visões e sonhos partilhados. Tem um efeito muito positivo sobre o clima de trabalho. É apropriado para situações onde ocorra mudanças que exigem uma nova visão.
- Estilo conselheiro: relaciona os desejos das pessoas com os objetivos da organização. Ajuda um empregado a ser mais eficiente, melhorando as suas capacidades de longo prazo.
- Estilo relacional: cria harmonia melhorando o relacionamento entre as pessoas. Ideal para resolver e sarar conflitos num grupo; dar motivação em períodos difíceis; melhorar o relacionamento entre as pessoas.
- Estilo pressionador: atinge objetivos difíceis e estimulantes. Tem um efeito por vezes negativo sobre o clima de trabalho pois é frequentemente mal executado.
- Estilo dirigista: acalma os receios dando instruções claras em situações de emergência. É apropriado em situações de crise; para desencadear uma reviravolta na situação; com subordinados difíceis.

O estilo de liderança é condicionado pelas reações e comportamentos humanos, mas é imprescindível que seja situacional, flexível e adaptado para os resultados que se pretende. O principal objetivo pretendido deve contar com as etapas do estilo autocrático, democrático e liberal, levando-se em conta o receptor, autoestima e afetividade (respeito ao liderar). O estilo deve ser situacional visando ao aprimoramento contínuo de todo o ambiente de trabalho.
One-upmanship é a arte ou prática de superar continuamente os oponentes. Não se sabe exatamente onde o termo foi criado; diversas possíveis origens são conhecidas no início do século XX. O termo foi utilizado no título de um livro de Harry Potter, publicado em 1952 como uma sequência para The Theory and Practice of Gamesmanship (or the Art of Winning Games without Actually Cheating) (1947), que também continha o termo, e a série Lifemanship de paródia e sátira aos livros de autoajuda, e filme e programas de tevê que derivaram dele, que ensinam diversas estratégias para alcançá-la. Essa sátira no estilo de livros de autoajuda manipula as convenções britânicas convencionais para o jogador, toda vida sendo um jogo, que entende que se você não está acima, está abaixo. Os não princípios de Potter aplicam-se a qualquer possessão, experiência ou situação, derivando recompensas não merecidas e deixando a oposição em desconforto. O filme School for Scoundrel, de 2006, foi um retrato satírico de como utilizar-se das ideias de Potter.
Nesse contexto, o termo se refere à prática sistemática e consciente de "intimidação criativa", fazendo com que o outro sinta-se inferior e, assim, você ganhe o status de superior (one-up) sobre ele. Visto de maneira séria, é um fenômeno de dinâmica de grupo que pode ter efeitos significantes no campo gerencial: por exemplo, manifestado em políticas de escritórios. O termo tem sido utilizado para generalizar, frequentemente com uma extensão punitiva, qualquer acepção de superioridade: por exemplo, Photon upmanship, Native Upmanship, entre outros.
Liderar é, em linhas gerais, conduzir um grupo de pessoas até atingir um determinado objetivo. Para um gestor conseguir autoridade e liderança bem-sucedidas, este deve possuir características que seus empregados apreciam. Algumas teorias foram desenvolvidas a fim de explicar a liderança. Uma delas é a Teoria dos Traços da Liderançaː através de estudos com alguns líderes, foram definidos traços que diferenciam estes do restante dos indivíduos. Segundo a revista norte-americana Forbes, os 10 melhores atributos que um bom líder deve possuir são: honestidade, capacidade de delegar, comunicação, senso de humor, confiança, compromisso, atitude positiva, criatividade, intuição e capacidade de inspirar. Entretanto, a liderança não é dependente apenas das características individuais do líder. Segundo a teoria de Hersey e Blanchard (1986), entre todas as variáveis que comprometem a liderança, uma das principais é a maturidade dos participantes do grupo, uma vez que a habilidade e a disposição que os integrantes têm em relação ao seu líder e às suas tarefas pode determinar o seu sucesso ou fracasso. Portanto, liderar não é somente dar ordens, é também entender o melhor método de delegar as funções que cabem ao funcionário não somente em relação a sua eficiência, mas também em relação a sua maturidade.
Os estudiosos acreditam que existem alguns perfis de líderes: o exigente, o autocrático, o liberal, o visionário, o democrático e o treinador. Além disso, tais estudiosos dividem opiniões. Para alguns, o "dom" de ser líder nasce com o indivíduo, enquanto para outros, a liderança é uma competência que o indivíduo desenvolve.

Dessa forma, de acordo com pesquisas do The Boston Consulting Group, grandes empresas já começam a trabalhar com práticas de liderança e gestão de talentos, o que vem aumentando o faturamento destas e comprovando o retorno do investimento. Os ganhos crescem ainda mais quando os líderes executam um papel ativo e direto na evolução de futuros profissionais e gestores de talentos.